# Kitti
 Kitti è una municipalità di Pohnpei, (facente parte dell'omonimo distretto), uno degli Stati Federati di Micronesia. Ha 7 158 abitanti.